# Heaven Shall Burn
Heaven Shall Burn er et metalcore-band dannet i 1996 i Saalfeld, Tyskland under navnet Consense, som blev ændret til Heaven Shall Burn i 1997. Bandet kombinerer den aggressive lyd fra metal med sangtekster, der omhandler antiracisme og bekæmpelse af sociale uretfærdigheder.

## Medlemmer

### Nuværende medlemmer
- Matthias Voigt – Trommer
- Maik Weichert – Guitar
- Alexander Dietz – Guitar
- Eric Bischoff – Bas
- Marcus Bischoff – Vokal

### Forhenværende medlemmer
- Patrick Schleitzer – Guitar

## Diskografi

### Studiealbums
- 1998: In Battle There Is No Law (EP)
- 2000: Asunder
- 2002: Whatever It May Take (genudgivelse i 2007)
- 2004: Antigone
- 2006: Deaf to Our Prayers
- 2008: Iconoclast (Part 1: The Final Resistance)

### Andre
- 1999: Heaven Shall Burn / Fall of Serenity – Delt med Fall of Serenity)
- 2001: The Split Program – Delt med Caliban
- 2002: In Battle... (There Is No Law) – Opsamlingsalbum
- 2005: Tsunami Benefit CD-Single – Delt
- 2005: The Split Program II – Delt med Caliban
- 2007: Voces Del Underground – Opsamlingsalbum

## Fodnoter
1. ↑  The Metal Forge Heavy Metal Music Zine – news, interviews and reviews
2. ↑  Heaven Shall Burn – Deaf To Our Prayers Review
3. ↑  The Metal Observer – Review – Heaven Shall Burn – Antigone

| Musikgruppe | Spire Denne artikel om en tysk musikgruppe er en spire som bør udbygges. Du er velkommen til at hjælpe Wikipedia ved at udvide den. |